# Michael Fossum
Michael Edward Fossum (* 19. prosince 1957, Sioux Falls, Jižní Dakota, USA), původně pilot vojenského letectva Spojených států, je od června 1998 astronautem NASA. Má za sebou dva krátkodobé kosmické lety raketoplánem na Mezinárodní vesmírnou stanici (ISS), celkem strávil ve vesmíru 29 dní, 9 hodin a 53 minut. Od roku 2009 se připravoval na dlouhodobý pobyt na ISS jako člen Expedic 28 a 29, ke kterému odstartoval v červnu 2011.

## Život

### Mládí
Michael Fossum se narodil v Sioux Falls ve státě Jižní Dakota, dětství a mládí prožil ve městě McAllen v Texasu, zde také do roku 1976 navštěvoval střední školu. Potom studoval na Texaské A&M univerzitě (Texas A&M University), roku 1980 zde získal titul bakaláře v oboru strojírenství.
Od května 1980 sloužil v letectvu, následující rok se stal magistrem (obor systémové projektování) na Institutu technologie Letectva Spojených států (Air Force Institute of Technology). Od roku 1981 byl přidělen do Johnsonova vesmírného střediska v Houstonu, kde pracoval v oddělení letových operací Shuttlů. Absolvoval výcvik ve škole zkušebních letců (Air Force Test Pilot School) a od roku 1985 přešel do funkce zkušebního letce, po čtyřech letech i vedoucího letových zkoušek v 3. departmentu, na základně Edwards.
Od ledna 1993 pracoval v NASA. Zprvu měl za úkol zkoumání možnosti použít ruský Sojuz jako záchrannou loď pro novou vesmírnou stanici. Později se věnoval otázkám montáže ISS. Roku 1996 přešel do oddělení plánování misí raketoplánů, následující rok se účastnil bezpilotních letových zkoušek prototypu lodi X-38.

### Astronaut
Zúčastnil se 12. až 15. náboru astronautů NASA v letech 1987–1994, ale dostal se vždy pouze mezi stovku finalistů. Uspěl až v 17. náboru a 4. června 1998 byl začleněn do oddílu astronautů NASA. V ročním kurzu všeobecné kosmické přípravy získal kvalifikaci letového specialisty raketoplánu Space Shuttle.
Po dokončení přípravy zastával různé funkce v NASA. Působil i ve skupině NASA přidělené k ruskému Středisku řízení letů, během letu Expedice 6 byl hlavním spojařem (CapCom).
V prosinci 2002 byl jmenován jedním z letových specialistů mise STS-119, start byl naplánován na leden 2004. Po havárii Columbie byl let odložen. V prosinci 2003 byl přeřazen do mise STS-121.
Mise STS-121 byla zahájena 4. července 2006 startem raketoplánu Discovery. Astronauté přivezli na ISS třetího člena posádky Thomase Reitera, zásoby v modulu Leonardo a provedli některé nutné opravy. V jejich průběhu Fossum třikrát vystoupil na povrch stanice, celkem na 21 hodin a 28 minut. Discovery přistál 17. července 2006 po 12 dnech, 18 hodinách a 38 minutách pobytu ve vesmíru.

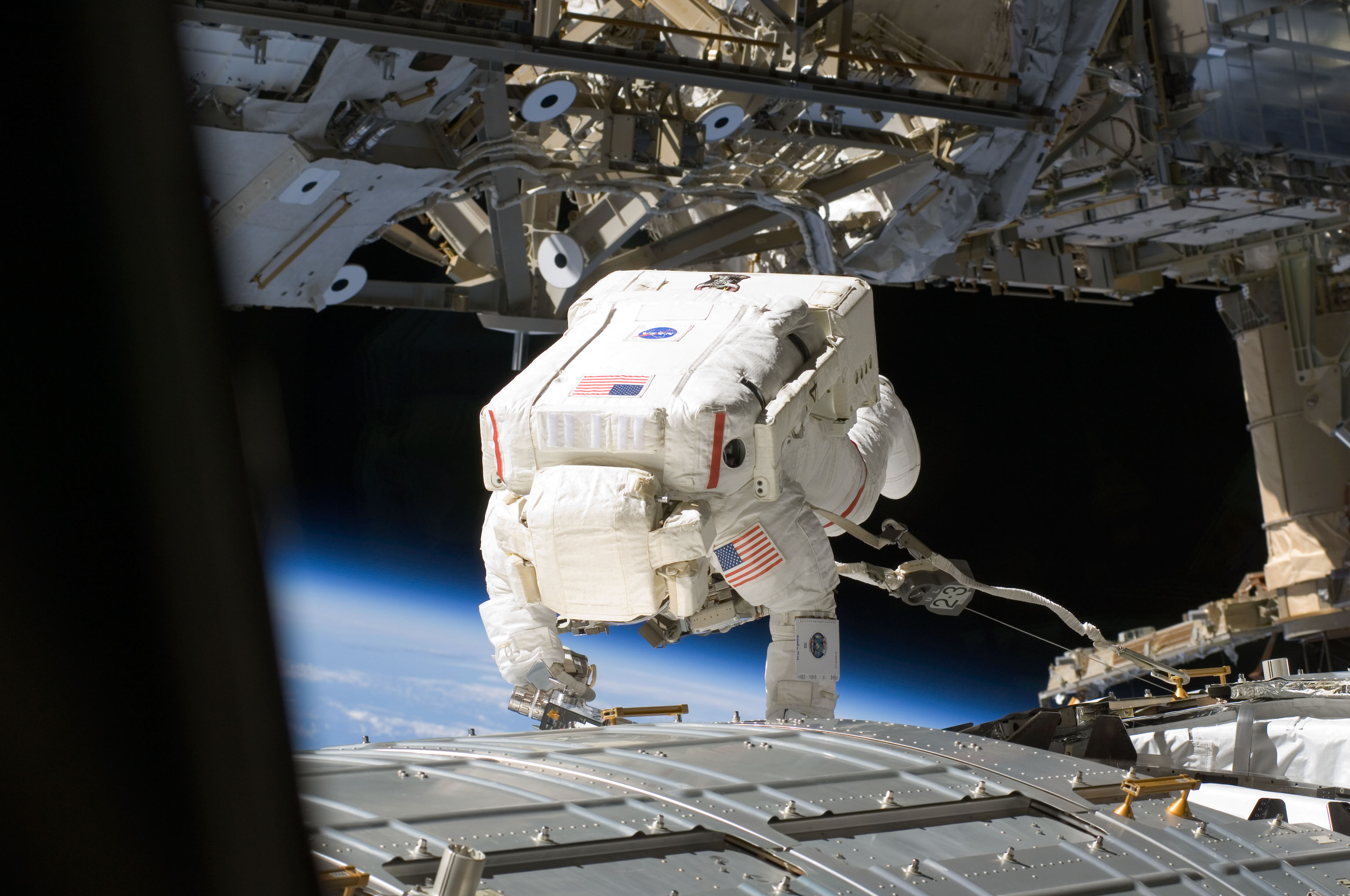
Michael Fossum na vesmírné vycházce

Ve dnech 31. května – 11. června 2008 pobýval ve vesmíru podruhé. Let STS-124 raketoplánu Discovery trval 13 dní, 18 hodin a 13 minut. Astronauté pokračovali ve výstavbě ISS, přivezli a připojili modul Kibó. Fossum opět třikrát vystoupil do otevřeného vesmíru, dohromady na 20 hodin a 32 minut. Po splnění úkolů přistáli na mysu Canaveral.
V červenci 2009 byl zařazen do záložní posádky Expedice 26 (start plánován na listopad 2010) a hlavní posádky Expedice 28 se startem v květnu 2011. V říjnu 2009 NASA jeho zařazení do Expedice 28 potvrdila.
K třetímu letu do kosmu odstartoval v lodi Sojuz TMA-02M z kosmodromu Bajkonur 7. června 2011 v 20:13 UTC ve funkci palubního inženýra lodi společně se Sergejem Volkovem a Satoši Furukawou. Po dvoudenním letu se 9. června Sojuz spojil s Mezinárodní vesmírnou stanicí. Na ISS pracoval ve funkci palubního inženýra Expedice 28 a velitele Expedice 29. Po 167 dnech letu s Volkovem a Furukawou přistáli se Sojuzem TMA-02M v Kazachstánu.
Michael Fossum je ženatý, má čtyři děti.